# こて絵

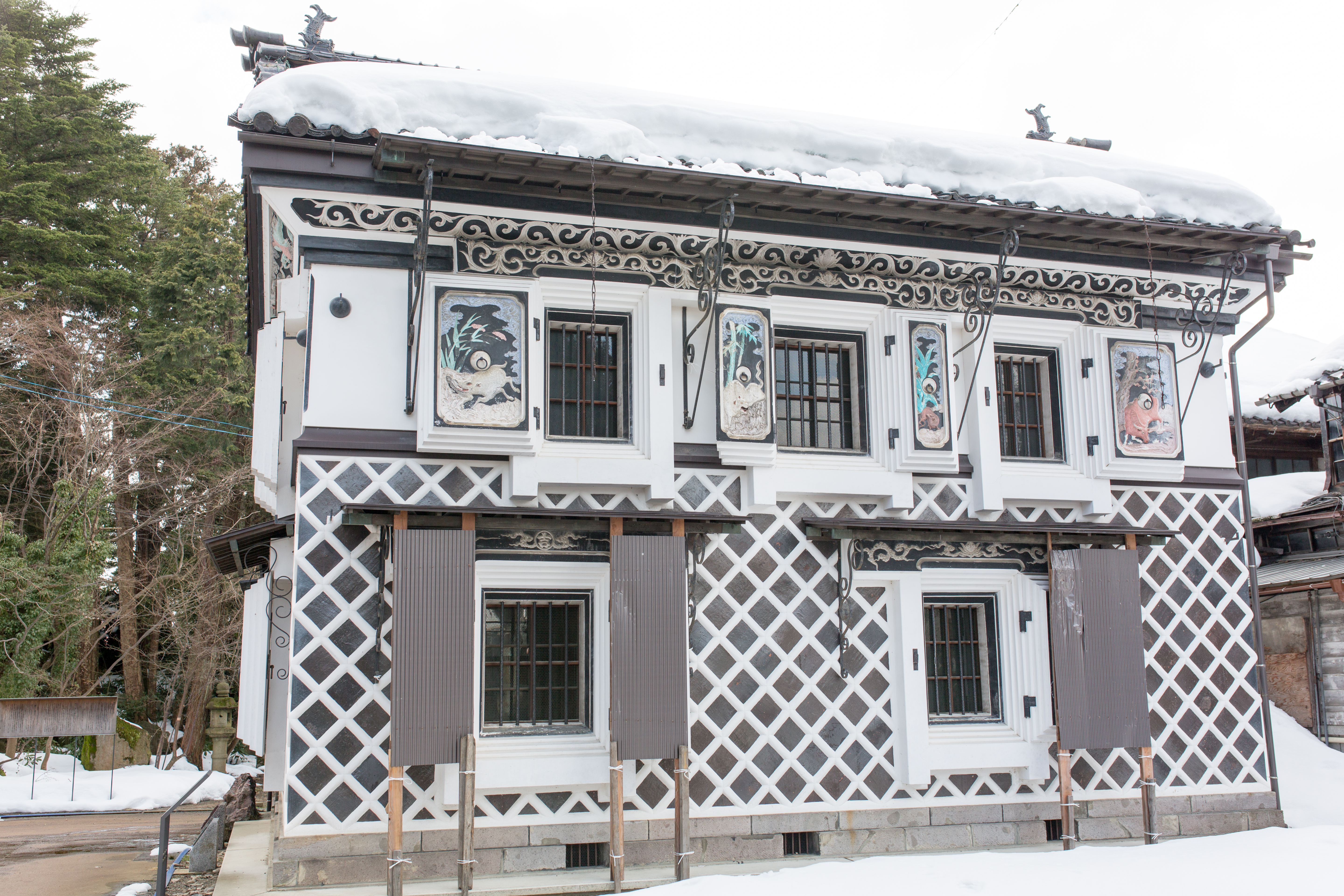
こて絵で装飾された機那サフラン酒製造本舗土蔵（新潟県長岡市摂田屋）。登録有形文化財。

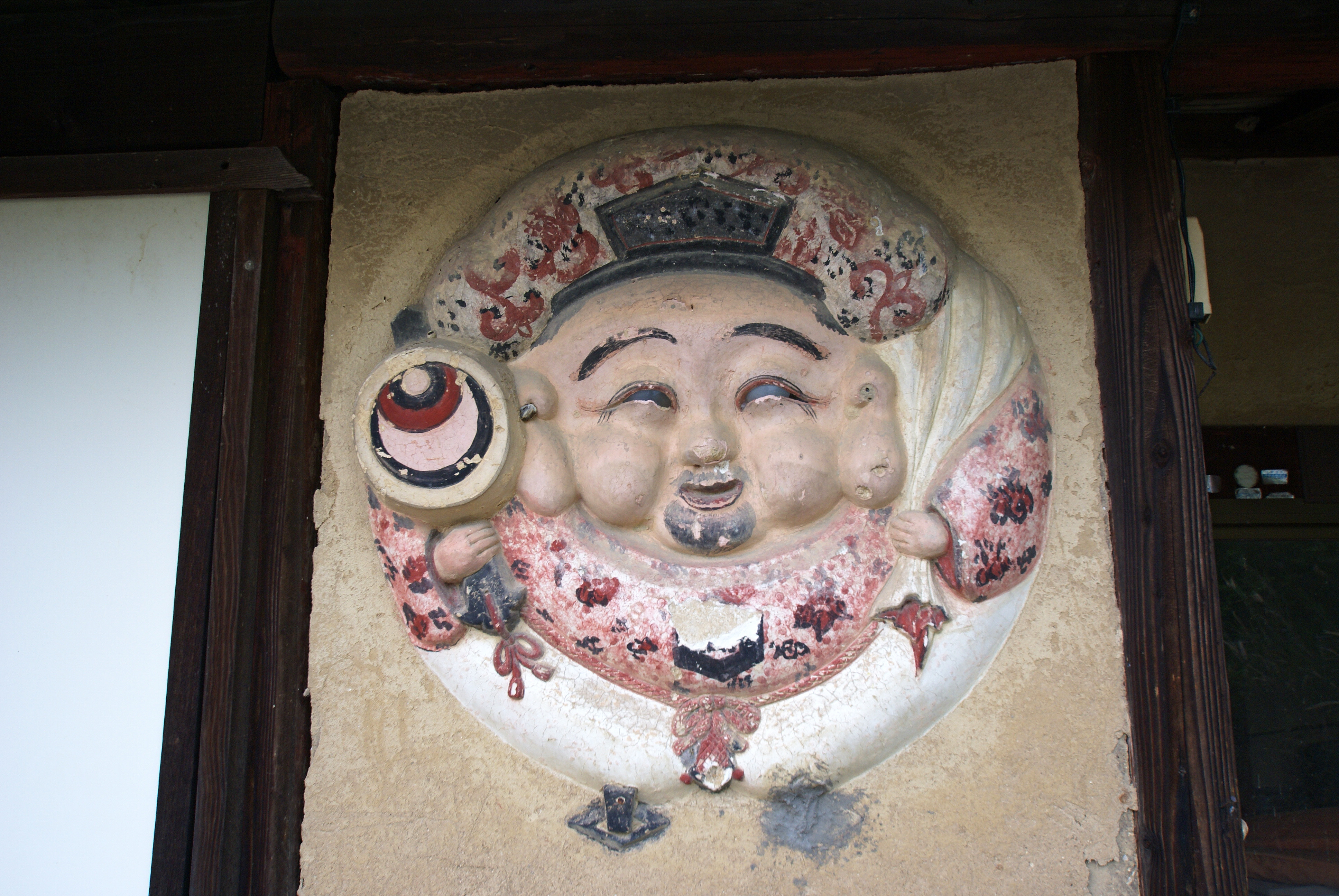
大黒様のこて絵（丸亀市笠島）

こて絵（こてえ、鏝絵）とは、日本で発展した漆喰を用いて作られるレリーフのことである。左官職人がこて（左官ごて）で仕上げていくことから名がついた。題材は福を招く物語、花鳥風月が中心であり、着色された漆喰を用いて極彩色で表現される。これは財を成した豪商や網元が母屋や土蔵を改築する際、富の象徴として外壁の装飾に盛んに用いられたからである。

## 技法・色等
こて絵は、左官が壁を塗るこてで絵を描いたもので、漆喰装飾の一技法。古くは高松塚古墳、法隆寺の金堂の壁画にあり歴史は古い。また天平年間の立体塑にも見られる。具体的には小さなこてを焼いて、それによって紙または板を焦がして描く。焼き絵、鉄筆ともいう。木で心柱を作り、その外側に荒土や白土にすさ糊を混ぜた材料で作るのがこて絵の源流。 漆喰は、貝殻と木炭を重ねて焼いた灰で作る。
顔料として土や岩、焼いた貝殻を粉末にし、黒はまつやロウなどのスス、また墨を砕いたものであったりといろいろ工夫がみられた。当時顔料の色数は次の6色のみだった。
- 赤→紅=弁柄or紅殻・ベンガラ（オランダ語：Bengala）酸化鉄系顔料
- 朱色→朱丹（に、たん）、朱砂（しゅさ）や辰砂（しんさ）等の天然で得られる硫化水銀の赤色顔料
- 青色→キンベル、外国製の酸化コバルト、キングオブブルー
- 浅黄色→キンベルに漆喰を増量して混ぜる　緑がかった薄いあい色
- 黄色→黄土
- 黒、ねずみ色→木墨、松煙（スス）

## 歴史
この節の出典：
紀元前2世紀、空間を壁などで仕切るようになると、壁を塗ることが「免許制」となり始まった。更に戦国時代の築城ブームで草庵茶室などをこて絵で飾った。
武家社会となり、武士が築城するようになると、免許制が改正され家の中にも壁を作るようになる。漆喰は江戸時代に出火対策として幕府が奨励した。塗り籠め造りの建物が庶民に評価された。
土の中に藁を入れるのは、燕の巣を見て、強度を保つため藁を入れるようになったとも言われているが定かではない。
煉瓦のところの飾りとして水にちなむもの（浪など）を鏝細工で付けると、火事を避ける呪いになるという言い伝えが昭和初期の左官職人にまであったらしい。
江戸時代中期から徐々に盛んになり、静岡県松崎町出身の名工、入江長八がこて絵として芸術の域にまで昇華させたが、戦後、在来工法の衰退と共に腕利きの左官職人が減少。一時は幻の技巧となったが、近年、建築の分野で再評価が進んでいる。長八の故郷の松崎町では1984年に伊豆の長八美術館が開館し、松崎町では毎年「全国漆喰鏝絵コンクール」が開催されている。

## 安心院のこて絵
全国で約3000か所、その内大分県だけで約1000か所、安心院（あじむ、大分県安心院町）では約100か所に点在する。こて絵を見学することができるのは、大分県で約600か所、安心院で約60か所である。後は崩落したり、傷んでしまったりしている。
安心院近辺にこて絵が集中して作られたのは、長野鐵道、山上重太郎、佐藤本太郎などの腕のいい左官職人を輩出したことが第一の要因である。中でも、長野鐵道は14人の弟子をかかえ、安心院町龍王に墓も残っている。その墓に14人の弟子の名も刻まれている。
大分のこて絵の先駆者はなんと言っても、日出町の青柳鯉市であろう。伊豆の長八のもとでこて絵を習得し帰郷すると、青柳鯉市氏に大分各地の左官棟梁が師事、その中に長野鐵道もいたのではと思われる。
次に、漆喰が手に入りやすいことがあげられる。隣町の宇佐市長洲の海は、遠浅になっていることで貝を多く収穫でき、貝殻を木炭と交互に重ねて焼いた灰から漆喰を製造した。そして、安心院は日田や玖珠と中津、別府を結ぶ交通の要となっていたことから、各町村との経済交流が盛んで、比較的生活が裕福な家庭が多かったことにある。
安心院こて絵の特徴：他県のこて絵が精巧で緻密な仕事をしているのに対し、安心院のこて絵は仕事の緻密さよりもユーモラスな雰囲気を持った大らかさにウエートをおいている。巧みの技と賞賛できるものは数少ないが、独自な発想性に富み、左官職人の心意気を感じさせるものが多い。これは安心院固有の風土性や文化を反映していることに外ならない。

## こて絵の施設
- 本丸会館（富山県高岡市） - 旧客室に壮大な鏝絵があったが、会館が解体され現在は現存しない。
- 竹内源造記念館（富山県射水市） - 明治時代から昭和初期に活躍した、富山県小杉左官の名工、竹内源造の鏝絵作品を収蔵・公開している施設。記念館の建物は国登録有形文化財。
- 伊豆の長八美術館（静岡県賀茂郡松崎町）
- 長八の宿（静岡県賀茂郡松崎町）
- 三浦鏝絵美術館（福岡県大野城市）- 大野城市文化連盟美術工芸理事の鏝絵創作家・三浦辰彦の美術館。
- 鏝絵天香館・信州・諏訪・茅野泥工美術の館（長野県茅野市） - 長八亡き後の高弟、今泉善吉に師事した明治、大正、昭和期の鏝絵作家、小川天香[4]の美術館。
- 銀山温泉（山形県尾花沢市） - 温泉街の多くの旅館の外壁に、旅館の屋号や創業者名を記した鏝絵が存在する。その中でも特に有名な「木戸佐左エ門」の鏝絵で知られる能登屋旅館の本館の建物は国登録有形文化財。